# Eugene Jablonszky
Eugene Jablonszky (1892-1975) fue un botánico alemán.

## Algunas publicaciones
- Das Pflanzenreich. Regni vegetabilis conspectus. En nombre de la Real preuss. Academia de Ciencias / editado por von A. Engler ; [N.º 65] IV. 147. VIII. Euphorbiaceae-Phyllanthoideae-Bridelieae con 84 cuadros en 15 planchas. 98 pp.[1]

## Honores

### Eponimia
- (Euphorbiaceae) Argythamnia jablonszkyana (Pax & K.Hoffm.) J.W.Ingram[2]

- La abreviatura «Jabl.» se emplea para indicar a Eugene Jablonszky como autoridad en la descripción y clasificación científica de los vegetales.[3]